# Mâron
Mâron é uma comuna francesa na região administrativa do Centro, no departamento Indre. Estende-se por uma área de 27,71 km². Em 2010 a comuna tinha 770 habitantes (densidade: 27,8 hab./km²).